# 10047 Davidchapman
10047 Davidchapman eller 1986 QK2 är en asteroid i huvudbältet som upptäcktes den 28 augusti 1986 av den belgiske astronomen Henri Debehogne vid La Silla-observatoriet. Den är uppkallad efter den kanadensiske amatörastronomen David Chapman.
Den har en diameter på ungefär 5 kilometer.